# Caselle Landi
Caselle Landi (Caséli in dialetto lodigiano) è un comune italiano di 1 439 abitanti della provincia di Lodi in Lombardia.

## Geografia fisica
Il comune di Caselle Landi occupa una superficie di circa 26 km² sulla riva sinistra del fiume Po; originariamente collocato sulla sponda opposta, il paese venne spostato alla fine del '500 tramite la canalizzazione dell'ansa superiore del Po in direzione sudest.
Nonostante quest'opera, fa ancora parte del comune una porzione di territorio sulla sponda destra del Po, tra i comuni di Piacenza e Caorso; a segnare il confine con quest'ultimo è, per poco più di un chilometro, il torrente Nure.
Nel territorio comunale è presente il Pozzuolo, piccolo lago formato dalle acque provenienti dal fiume Po e situato nelle immediate vicinanze del corso d'acqua.

## Storia
Originariamente collocato sulla sponda destra del fiume Po e sottoposto al dominio piacentino, il paese venne fondato con il nome di Caselle Vecchie, poi modificato in Caselle del Po. L'originale nome Caselle Vecchie trae le sue origini dalle lotte intercorse tra galli e romani nei territori situati tra Piacenza e Cremona tra il terzo ed il secondo secolo avanti Cristo: con la definitiva vittoria romana avvenuta nel 191 a.C., vennero identificate le prime capanne della zona, chiamate caselle; quegli insediamenti furono poi identificati col nome Caselle Vecchie poiché, accanto ad essi, erano sorti altri insediamenti più recenti.

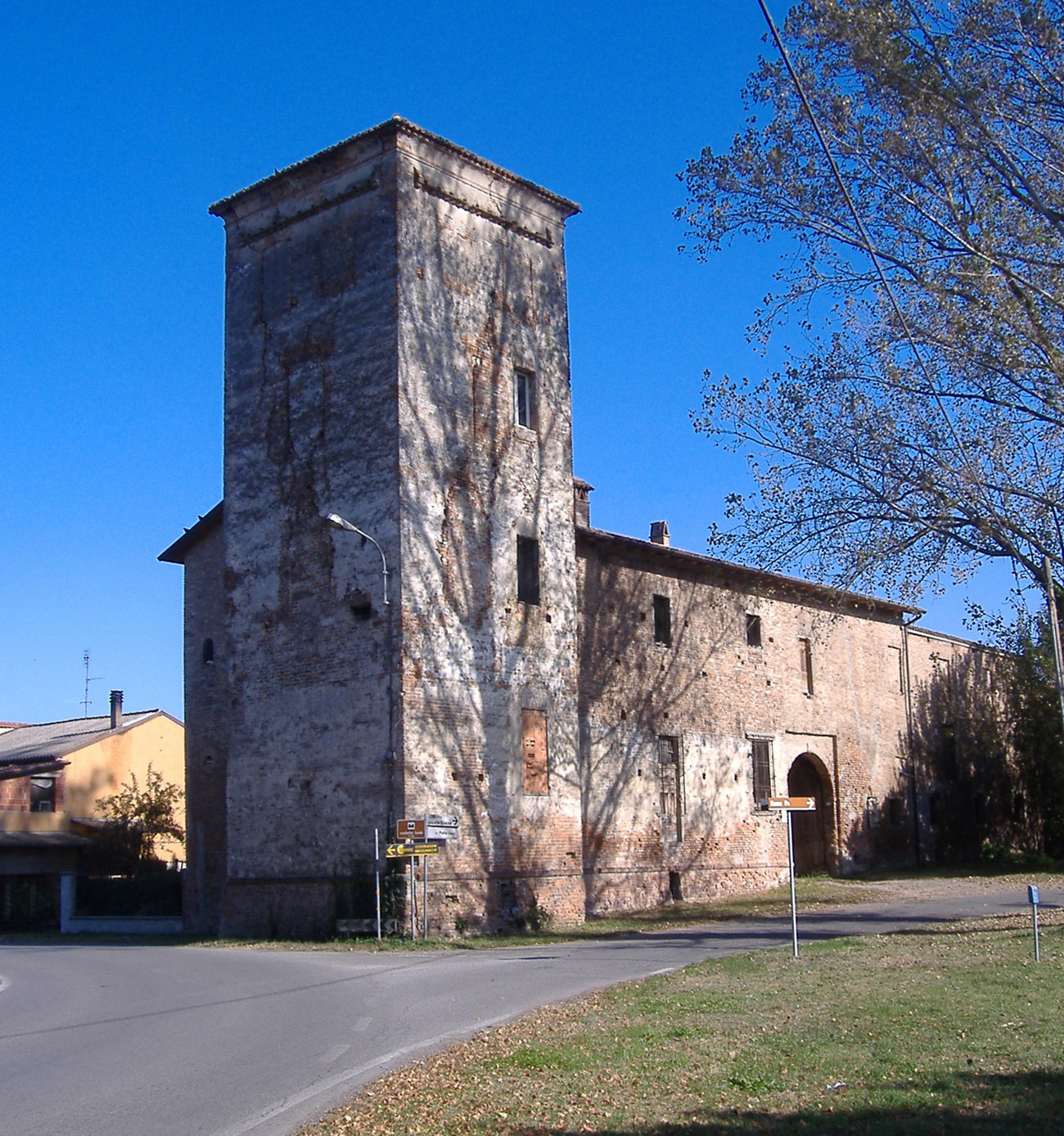
Castello vecchio

A partire dal 1262 la famiglia nobile piacentina dei Landi divenne feudataria della zona.
Durante il dominio dei Landi venne costruito un castello medievale, detto castello vecchio, che venne, poi, adibito a residenza nel corso del Cinquecento.
Nel 1590 i conti Cristoforo e Manfredino Landi, in qualità di possessori del privilegio feudale sulla zona, constatata la difficoltà di difendere il territorio e il porto fluviale dalle piene del fiume Po, stante la mancanza di un vero e proprio argine, decisero di canalizzare l'ansa superiore del Po in direzione sudest in modo da spostare il territorio di Caselle sulla sponda sinistra del fiume. Il progetto venne curato dagli ingegneri Alessandro Bolzoni e Scipione Dattari ed i lavori iniziarono a partire dal 1593. Il ramo morto del fiume Po rimase un'area paludosa fino all'Ottocento. Nonostante lo spostamento sulla sponda opposta del Po, il comune rimase inizialmente feudo della famiglia Landi e parte integrante del Ducato di Parma e Piacenza.

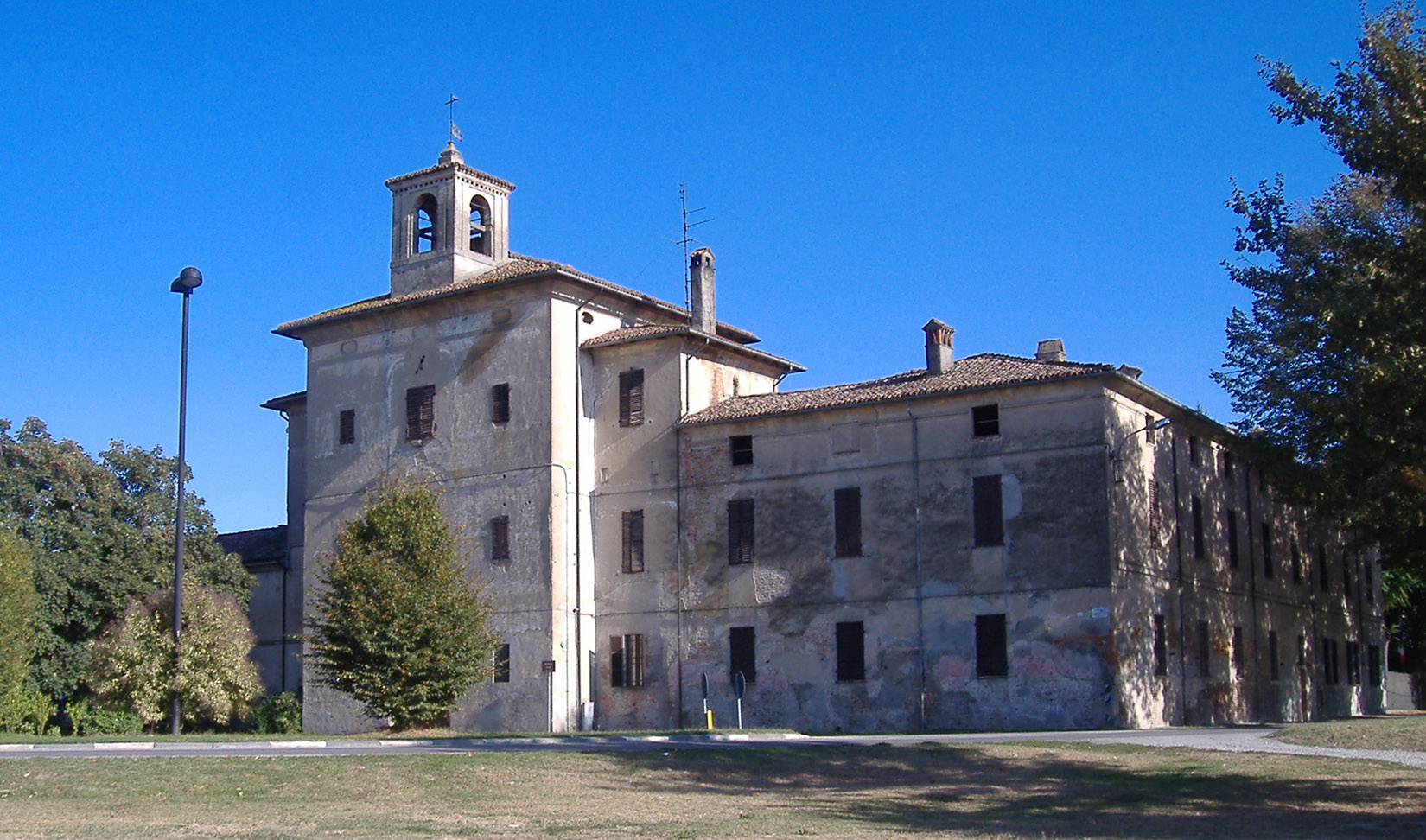
Castello nuovo

Adiacente al castello vecchio, nel corso del Seicento, fu costruito un altro castello, comunemente chiamato "palazzo nuovo" per ordine di Felice Landi. Inizialmente progettato con l'intento di destinarlo al servizio del Sacro Ordine di Malta, il palazzo rimase, invece, in possesso dei Landi.
Caselle Landi rimase parte del Piacentino fino al 1798 quando, in seguito alla rettifica del confine di stato sul Po, divenne parte del distretto di Codogno del dipartimento dell'Alto Po Il passaggio venne, poi, confermato definitivamente con il congresso di Vienna. Negli anni successivi la storia di Caselle Landi è legata a quella di Milano; nel 1859, dopo la seconda guerra d'indipendenza entrò a far parte del regno d'Italia. Nel 1860 si svolsero le prime elezioni amministrative, a cui seguì la nomina, da parte del re Vittorio Emanuele II di Giovanni Spingardi a primo sindaco di Caselle Landi.

### L'eccidio di Punte Alte
Il 1º aprile 1945, la cascina Punte Alte, abitata dai coniugi Campagnoli, il cui figlio Silvano, disertore della Guardia Nazionale Repubblicana e partigiano della divisione Val d'Arda, nel Piacentino era da poco rientrato a casa per le festività pasquali, venne circondata dalle Brigate Nere provenienti dai paesi vicini, tra cui Codogno e comandate da Alessandro Midali. Dopo un breve scontro a fuoco, il partigiano venne scovato ed ucciso nel granaio, mentre successivamente vennero uccisi anche il fratello sedicenne Lino, il padre Pietro e la madre Teresa Berselli, che pure si trovava in stato di gravidanza. Venne, in seguito, ucciso anche il mezzadro Luigi Losi che era riuscito, nel frattempo, a portare in salvo con il suo calesse i suoi figli e gli altri figli dei Campagnoli e che era tornato presso la cascina per chiedere che fosse preservato il bestiame.

### Simboli
Lo stemma e il gonfalone attualmente in uso sono stati concessi con DPR del 5 aprile 2023. Prima di tale data il comune usava fin dal 1883 uno stemma leggermente diverso che non era ancora stato formalmente concesso con decreto presidenziale.
Lo stemma ufficiale può così essere blasonato:
Il gonfalone attuale è un drappo di bianco; in precedenza veniva utilizzato un drappo interzato in fascia di verde, di bianco e di rosso.

## Monumenti e luoghi d'interesse
- Castello vecchio: castello medievale originariamente costruito per volere del conte Pompeo Landi, è stato, poi, trasformato dalla famiglia Landi in residenza; di questo castello rimane un solo torrione (sugli originari quattro) e parte della facciata[6][8].
- Palazzo nuovo, chiamato anche Palàsi nel dialetto del paese, adiacente al castello vecchio, caratterizzato da un torrione, a sua volta sormontato da una torretta. Fu costruito nel Seicento per ordine di Felice Landi con l'intento di adibirlo al servizio del Sacro Ordine di Malta, come testimoniato dall'assenza di saloni di rappresentanza, affreschi e sale nobili e dalla presenza di una croce sul pennone e di una piccola cappella a lato dell'ingresso[8].
- Chiesa di Santa Maria Assunta: Risalente al 1750[14] e consacrata nel 1857[15], presenta un campanile alto 38,95 m[16], realizzato tra il 1898 e il 1900 e contiene al suo interno affreschi e decorazioni di Luigi Arzuffi[17] e Paolo Zambelli[18].

## Società

### Evoluzione demografica
Abitanti censiti

### Etnie e minoranze straniere
Al 31 dicembre 2019 gli stranieri residenti nel comune di Caselle Landi in totale sono 103, pari al 6,70% della popolazione.
Di seguito sono indicate le nazionalità più rappresentate con il valore assoluto degli abitanti e l'incidenza percentuale sul totale:
- India: 29 abitanti (1,9%)

## Geografia antropica

### Frazioni
Il territorio comunale comprende il centro abitato di Caselle Landi e le frazioni di: Mezzanone, Gerrone, di Bruzzelle e le località di Cascina Oratorio, Isola e Piardello.
Gerrone al censimento del 21 ottobre 2001 contava 211 abitanti, mentre Bruzzelle ne contava 92.

## Economia
L'attività economica prevalente all'interno del comune di Caselle Landi è l'agricoltura, attività alla quale è destinata la maggior parte della superficie comunale, con l'unica eccezione del centro abitato del capoluogo, la cui superficie è occupata in gran parte a fini residenziali. Nonostante l'attività agricola continui ad occupare gran parte del territorio comunale, essa ha conosciuto a partire dalla seconda metà del XX secolo, momento fino al quale era stata sostanzialmente l'unica attività di rilievo a livello comunale, a cui si affiancavano con un ruolo marginale attività edili legate all'estrazione della sabbia dal fiume Po e attività di autotrasporti, un consistente ridimensionamento in termini di posi di lavoro creati, questo ha portato all'abbandono di diverse strutture in precedenza impiegate a supporto dell'attività agricola. Tra le colture più diffuse si trovano cereali e foraggi, oltreché pioppeti nelle zone di golena, mentre l'allevamento si concentra su bovini da latte e suini con attività di scala industriale.
Nel territorio comunale non sono presenti attività di tipo artigianale e/o produttivo di particolare rilievo Sono, comunque, presenti alcune attività impegnate nel settore meccanico, tessile, degli imballaggi e della lavorazione della plastica. Infine, è presente una certa componente di pendolarismo originata dalla perdita di centralità dell'attività agricolo-rurale che caratterizzava l'economia comunale, nonché alla posizione defilata rispetto alle principali direttrici autostradali e ferroviarie e a poli aggregatori di rilievo. Questo ha contribuito, a partire dal secondo dopoguerra, anche a una consistente riduzione del numero di residenti e delle attività commerciali e produttive presenti nel comune.

## Infrastrutture e trasporti
Il territorio casellese è attraversato dalla strada provinciale 116 Codogno-Meleti che, partendo da Codogno, attraversa i centri di San Fiorano, Santo Stefano Lodigiano e Caselle Landi per, poi, immettersi sulla strada provinciale 27 tra Meleti e Castelnuovo Bocca d'Adda e dalla strada provinciale 195 Cornovecchio-Caselle Landi che si dirama dalla strada provinciale 27 nei pressi di Cornovecchio e si immette nella strada provinciale 116 a Caselle Landi.

## Amministrazione

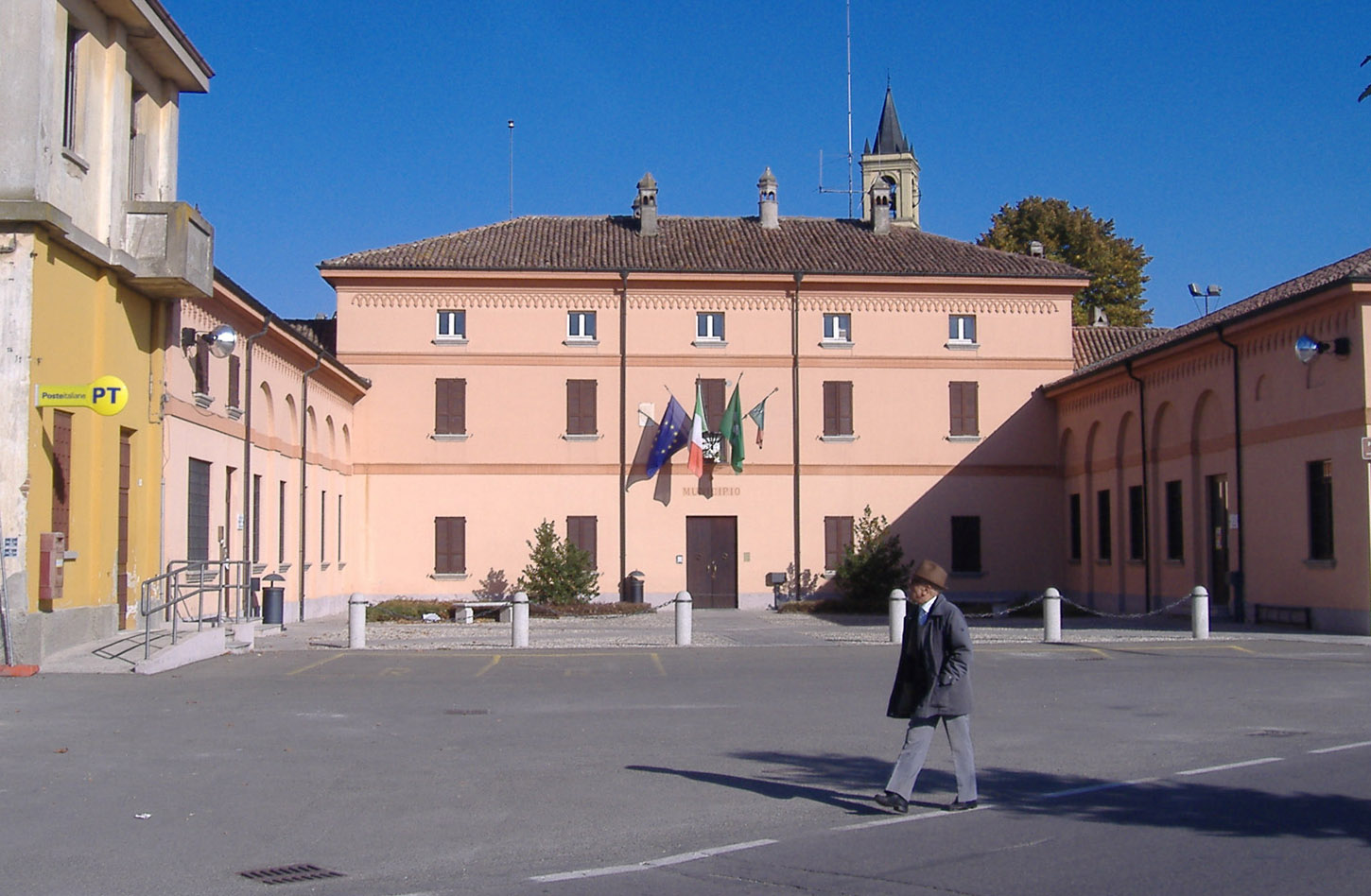
Il palazzo comunale

Segue un elenco delle amministrazioni locali.
| Periodo        | Periodo        | Primo cittadino     | Partito                                         | Carica  | Note   |
| -------------- | -------------- | ------------------- | ----------------------------------------------- | ------- | ------ |
| 1945           | 1946           | Giovanni Bonvicini  |                                                 | Sindaco |        |
| 1946           | 1951           | Ilario Rocca        |                                                 | Sindaco |        |
| 1951           | 1964           | Francesca Pigozzi   |                                                 | Sindaco |        |
| 1964           | 1972           | Luigi Anelli        |                                                 | Sindaco |        |
| 1972           | 1978           | Domenico Bonfanti   |                                                 | Sindaco |        |
| 1978           | 1980           | Siro Montanari      |                                                 | Sindaco |        |
| 1980           | 1985           | Enrico Lambri       |                                                 | Sindaco |        |
| 12 maggio 1985 | 6 maggio 1990  | Roberto Anelli      | Partito Socialista Democratico Italiano         | Sindaco | [ 35 ] |
| 6 maggio 1990  | 9 maggio 1991  | Franco Lucchini     | Democrazia Cristiana                            | Sindaco | [ 35 ] |
| 9 maggio 1991  | 23 giugno 1995 | Angela Losi         | Democrazia Cristiana                            | Sindaco | [ 35 ] |
| 23 giugno 1995 | 13 giugno 1999 | Roberto Anelli      | Lista civica                                    | Sindaco | [ 35 ] |
| 13 giugno 1999 | 13 giugno 2004 | Gianfranco Contardi | Lista civica                                    | Sindaco | [ 35 ] |
| 13 giugno 2004 | 7 giugno 2009  | Renzo Contardi      | Lista civica                                    | Sindaco | [ 35 ] |
| 7 giugno 2009  | 25 maggio 2014 | Piero Luigi Bianchi | Lista civica: Nuovi orizzonti per Caselle Landi | Sindaco | [ 35 ] |
| 25 maggio 2014 | 26 maggio 2019 | Piero Luigi Bianchi | Lista civica: Insieme per Caselle Landi         | Sindaco | [ 35 ] |
| 26 maggio 2019 | 9 giugno 2024  | Piero Luigi Bianchi | Lista civica: Insieme per Caselle Landi         | Sindaco | [ 35 ] |
| 9 giugno 2024  | in carica      | Piero Luigi Bianchi | Lista civica: Uniti per Caselle Landi           | Sindaco | [ 35 ] |